# Кыпа-Нимкытылькы
Кыпа-Нимкытылькы (устар. Малый Нимкытый-Кы) — река в России, протекает по территории Красноярского края и Ямало-Ненецкого автономного округа. Устье реки находится в 51 км по правому берегу реки Нимкытылькы. Длина реки составляет 43 км.

## Данные водного реестра
По данным государственного водного реестра России относится к Нижнеобскому бассейновому округу, водохозяйственный участок реки — Таз. Речной бассейн реки — Таз.
Код объекта в государственном водном реестре — 15050000112115300064898.